# Tałgat Nigmatulin
Tałgat Kadyrowicz Nigmatulin (ros. Талгат Кадырович Нигматулин; ur. 5 marca 1949 w Kyzył-Kyi, zm. 13 lutego 1985 w Wilnie) – radziecki aktor i reżyser filmowy.

## Młodość i początki kariery
Urodził się w uzbecko-tatarskiej rodzinie w niedużej osadzie górniczej. Jego ojciec był górnikiem i zginął tragicznie, gdy Tałgat miał 11 lat. Zmuszony podjąć pracę zarobkową, imał się różnych zajęć, jeszcze zanim osiągnął pełnoletniość – pracował w cukrowni, terminował u szewca. Jego matka była dyrektorem szkoły i oprócz Tałgata miała jeszcze tylko jednego syna, jednak rodzina żyła biednie. Wkrótce trafił do domu dziecka. Jako nie-Rosjanin, mówiący słabo po rosyjsku i obdarzony słabymi warunkami fizycznymi, wychowywał się tam niemal w zupełnej izolacji. Odtrącany przez rówieśników (zwłaszcza płci żeńskiej), jako nastolatek zaczął aktywnie zajmować się sportem i baletem. Początkowo lekką atletyką, później wciągnęły go raczkujące w ZSRR wschodnie sztuki walki. Szybko poprawił się również w języku rosyjskim – jak kiedyś sam powiedział, zawdzięczał to ręcznemu przepisaniu całej powieści Wojna i pokój Tołstoja. Jako młody człowiek stojący u progu dorosłego życia, zapragnął zostać reżyserem filmowym. Po ukończeniu szkoły średniej wyjechał do Moskwy, gdzie próbował wstąpić do Wszechrosyjskiego Państwowego Instytutu Kinematografii im. S.A. Gierasimowa. Nieprzyjęty, rozpoczął naukę w szkole artystów cyrkowych, gdzie uczył się również kung-fu u mistrza szkoły „Tiger-Dragon” Jesiena Ismaiłowa. Po dwóch latach nauki w tej ledwo tolerowanej w ZSRR dyscyplinie, otrzymał czarny pas w kung-fu, został mistrzem Uzbekistanu w karate i zajął szóste miejsce w mistrzostwach ZSRR w karate.
W 1967 został wreszcie zauważony przez bonzów Mosfilmu – otrzymał rolę białogwardyjskiego oficera w filmie Aleksandra Surina Ballada o komisarzu (Bałład o komisarie). Rola ta ułatwiła mu dostanie się do WGIK za drugim podejściem w tym samym roku. Studiował m.in. pod kierunkiem Siergieja Gierasimowa i Tamary Makarowej. Po ukończeniu uczelni w 1971 roku, wyjechał do Taszkentu, gdzie rozpoczął pracę w studiu filmowym Uzbekfilm. Zagrał tam w trzech filmach, były to jednak role mało znaczące i praktycznie niezauważalne, biorąc pod uwagę fakt, że studio filmowe znajdowało się poza głównym nurtem kinematografii ZSRR.
Cały wolny czas w tym okresie poświęcał doskonaleniu swoich umiejętności w sztuce walki i pisarstwie. W 1978 ukończył kurs dla scenarzystów filmowych przy Państwowym Komitecie Kinematografii (Goskino).

## Piraci XX wieku
W 1979 nastąpił przełom w jego karierze – Borys Durow powierzył mu rolę czarnego charakteru w filmie Piraci XX wieku – pierwszym radzieckim filmie akcji. Aktor, w zręcznie i udanie jak na warunki radzieckie zrobionym filmie, zagrał tam bardzo wyrazistą postać pirata karateki, brutalnego czarnego charakteru, prezentując jednocześnie dosyć dobrze dopracowane i efektowne elementy wschodnich sztuk walki, które w owym czasie dla szerokiej publiczności kina ZSRR stanowiły absolutne novum.
Obraz odniósł olbrzymi sukces, stał się absolutnym hitem kasowym (tylko w ZSRR obejrzało go prawie 90 milionów widzów), a Nigmatulinowi zapewnił olbrzymią popularność w ZSRR (znany był przypadek, kiedy z inicjatywy pilotów opóźniono odlot samolotu Aerofłotu, tylko dlatego aby aktor zdążył do niego wsiąść).

## Życie prywatne
Po ukończeniu studiów w Moskwie i przyjeździe do Taszkentu ożenił się z Larysą Kandałową – członkinią grupy wokalno-instrumentalnej Jalla. Związek ten przetrwał niespełna rok, a jego owocem była córka Ursuła. Drugą jego żoną była 18-letnia Chalima Chasanow i był to związek który przetrwał najdłużej – aż 7 lat. Jego owocem był ur. w 1980 syn Said. Po raz trzeci aktor ożenił się z Wenerą Ibrachimową, którą poznał na planie filmu Prowincjonalnyj roman i był to bardzo udany związek. W 1983 narodziła się z niego córka Linda.

## Śmierć
W początkach lat 80. Tołgat Nigmatulin związał się z bliżej nieznaną sektą Abaja Borubajewa z Kirgistanu. Do dziś jest zagadką, czego poszukiwał znany i inteligentny aktor u prowincjonalnego półszamana i dziwaka, przywódcy kilkudziesięcioosobowej grupy derwiszów. Na ogół tłumaczy się to zainteresowaniem artystycznych elit ZSRR jakie wybuchło w I poł. lat 80. ku wszelkiego rodzaju transcendentalnym ruchom.
W 1981 roku Tołgat zdobył się na reżyserski debiut – film Echo w którym w głównych rolach obsadził Borubajewa i jego zastępcę – Kymbatbajewa. Film okazał się absolutną klapą. W 1985 w sekcie doszło do rozłamu, w wyniku którego część członków opowiedziała się za Nigmatulinem, który wówczas mieszkał w Wilnie. Abaj wraz z kilkoma bliskimi współpracownikami przyjechał do Wilna celem wyjaśnienia nieporozumień. W nocy z 10 na 11 lutego 1985 w mieszkaniu przy ul. Lenina 49 pięciu członków sekty przez kilka godzin uderzeniami pieści i kopniakami przekonywało niestawiającego żadnego oporu mistrza karate do zmiany stanowiska, aż ten zmarł w wyniku odniesionych wielostronnych urazów organów wewnętrznych. Nad ranem u drzwi mieszkania zjawił się patrol milicji wezwany przez mieszkańców bloku zaniepokojonych hałasami dochodzącymi z mieszkania. Wszedł do środka i napomniał przebywających wewnątrz sekciarzy, aby zachowywali się ciszej. Milicjanci nie sprawdzili całego mieszkania – gdyby to zrobili, Tołgat prawdopodobnie zostałby uratowany.
Ciało na życzenie żony poddano kremacji w Kownie, a prochy złożono na cmentarzu Cziłonzor Ota w Taszkencie.

## Bruce Lee kina radzieckiego
Postać Nigmatulina, jego rola w kinie i gwałtowna śmierć oraz jej okoliczności nasuwają skojarzenia ze słynnym Bruce’em Lee. Rzeczywiście, był często do niego przyrównywany. Żaden z filmów tego amerykańskiego aktora i mistrza sztuk walki nigdy nie był oficjalnie pokazywany w ZSRR. Nigmatulin mógł jednak znać tę postać, a nawet – dzięki dostępnej dla nielicznych, wchodzącej do ZSRR w początkach lat 80., technice VHS – widzieć niektóre jego filmy. Córka Tałgata z trzeciego małżeństwa ur. w 1983 otrzymała na imię Linda, tak jak żona Bruce’a Lee.

## Filmografia
(W nawiasach zamieszczono tytuły, pod jakimi filmy pokazywane były w Polsce.)
- 1967 – Bałład o komisarie
- 1969 – Jejo imja – Wiesna
- 1971 – Nocz’ na 14-oj parallieli
- 1972 – Siedmaja pulja (Siódma kula)
- 1972 – W cziornych pieskach
- 1973 – Wstrieczi i rasstawanija
- 1975 – Chozjain wody
- 1976 – Skazanije o Sijabusze
- 1977 – Wooryżjon i oczeń opasien
- 1979 – Piraty XX wieka (Piraci XX wieku)
- 1980 – Kakije naszi gody!
- 1981 – Prawo na wystrieł (Czas wilczego prawa)
- 1981 – Prikluczenija Toma Sojera i Gieklberri Fina (Przygody Tomka Sawyera i Hucka Finna)
- 1982 – Gosudarstwiennaja granica
- 1982 – U kromki polja
- 1982 – Sonjas Rapport
- 1982 – Prikaz: pierejti granicu (Rozkaz: przekroczyć granicę)
- 1983 – Wołczja jama
- 1984 – Odin i biez orużija
- 1985 – Protiwostojanije
- 1985 – Żyzń i bessmiertije Siergieja Łazo

Polskim widzom najbardziej znany był z dwóch filmów pokazywanych w kinach w latach 80.: Piraci XX Wieku oraz  Przygody Tomka Sawyera i Hucka Finna. Obydwa cieszyły się dużą popularnością.